# Budynek Wydziału Nauk Przyrodniczych Uniwersytetu Śląskiego
Budynek Wydziału Nauk Przyrodniczych Uniwersytetu Śląskiego (pot. Żyleta) – kompleks obiektów akademickich w Sosnowcu, położony przy ulicy Będzińskiej 60, w dzielnicy Pogoń. Jest on główną siedzibą Wydziału Nauk Przyrodniczych Uniwersytetu Śląskiego w Katowicach, w którym mieszczą się dwa z trzech instytutów, a także Muzeum Nauk o Ziemi.
Budynek został oddany do użytku w 1982 roku dla Wydziału Nauk o Ziemi Uniwersytetu Śląskiego. Część dydaktyczna jest najwyższym obiektem w Sosnowcu i jednocześnie najwyższym budynkiem akademickim w Polsce, liczącym 84 m wysokości.

## Historia

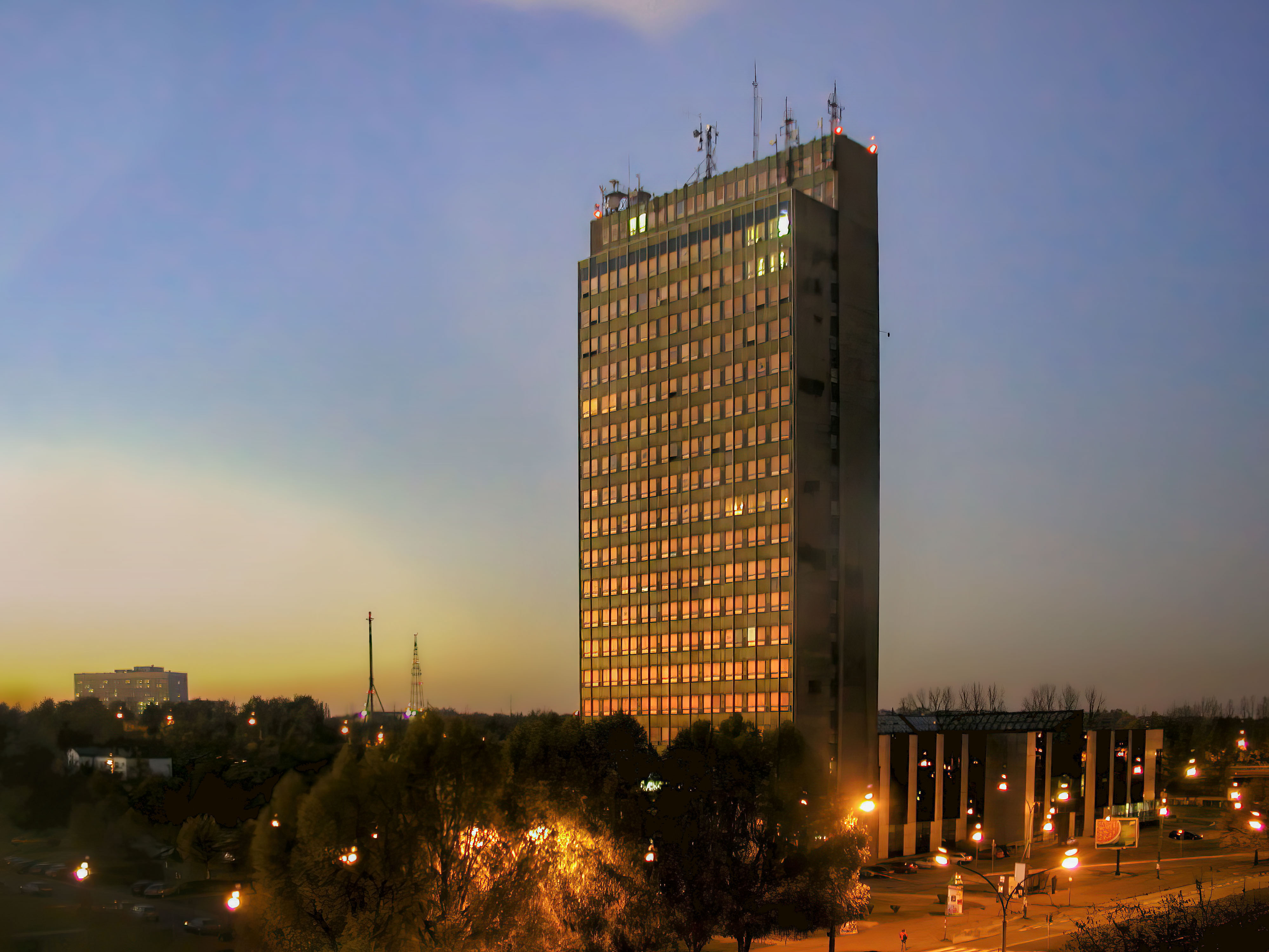
Budynek ówczesnego Wydziału Nauk o Ziemi w 2005 roku

Początki budynku przy ulicy Będzińskiej 60 w Sosnowcu sięgają lat 70. XX wieku, kiedy to w 1973 roku w Instytucie Biologii Uniwersytetu Śląskiego w Katowicach został założony Zakład Geografii, która stał się zalążkiem powstałego rok później Wydziału Nauk o Ziemi. Pierwszą siedzibą wydziału był budynek Szkoły Górniczej przy ulicy Szkolnej 4 w Sosnowcu. W 1975 roku Wydział Nauk o Ziemi otrzymał budynek przy ulicy Partyzantów 1, który przeznaczono na potrzeby kierunku geografia, a dwa lata później przy ówczesnej ulicy R. Mielczarskiego (późniejsza ulica Będzińska) oddano do użytku budynek laboratorium.
Jeszcze w połowie lat 70. XX wieku rozpoczęła się budowa wysokościowca przy późniejszej ulicy Będzińskiej według projektu Marii Szymańskiej-Zjawin z Biura Studiów i Projektów Górniczych w Krakowie. Został on oddany do użytku w czerwcu 1982 roku. Jeszcze w tym samym roku Wydział Nauk o Ziemi został w całości przeniesiony do nowej siedziby. Była to bardzo duża zmiana dla wydziału – pracownicy naukowi zyskali jednoosobowe pokoje, a także znacznie zwiększyła się przestrzeń badawcza.
W 1994 roku w budynku utworzono Muzeum Ziemi. W 1999 roku wznowiono prace nad pierwszym etapem rozbudowy wydziału na wcześniej wykonanych fundamentach. Po dwóch latach oddano do użytku Zespół Sal Audytoryjnych, a także rozpoczęto realizację Centralnej Międzywydziałowej Auli w ramach drugiego etapu rozbudowy, którą wraz z czytelnią i częścią wystawową Muzeum Ziemi oddano do użytku w 2003 roku. W 2006 roku rozpoczęto prace nad wymianą elewacji budynku dydaktycznego wydziału, które ukończono rok później. Po przebudowie budynek zyskał jednolitą niebiesko-srebrną kolorystykę współgrającą z niską częścią gmachu wydziału.
1 października 2019 roku z połączenia Wydziału Biologii i Ochrony Środowiska oraz Wydziału Nauk o Ziemi powstał Wydział Nauk Przyrodniczych z siedzibą przy ulicy Będzińskiej 60.

## Charakterystyka

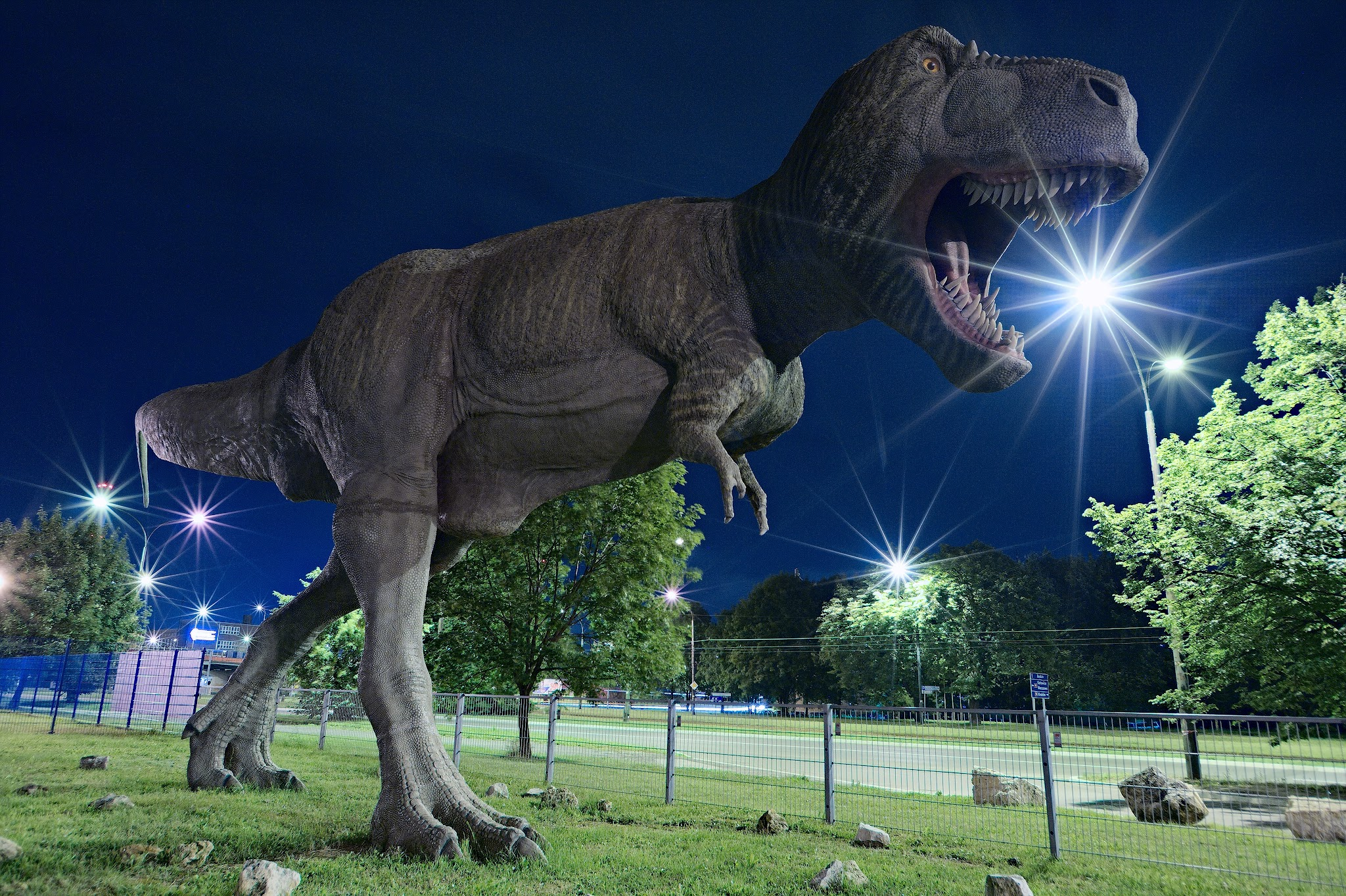
Model dinozaura przed wejściem do gmachu wydziału (2012)

Budynek Wydziału Nauk Przyrodniczych Uniwersytetu Śląskiego w Katowicach położony jest przy ulicy Będzińskiej 60 w Sosnowcu, na terenie dzielnicy Pogoń. Jest on główną siedzibą wydziału, w którym mieszczą się dwa z trzech instytutów naukowych: Instytut Geografii Społeczno-Ekonomicznej i Gospodarki Przestrzennej oraz Instytut Nauk o Ziemi. Trzeci z instytutów, Instytut Biologii, Biotechnologii i Ochrony Środowiska, siedzibę ma przy ulicy Jagiellońskiej 28 w Katowicach.

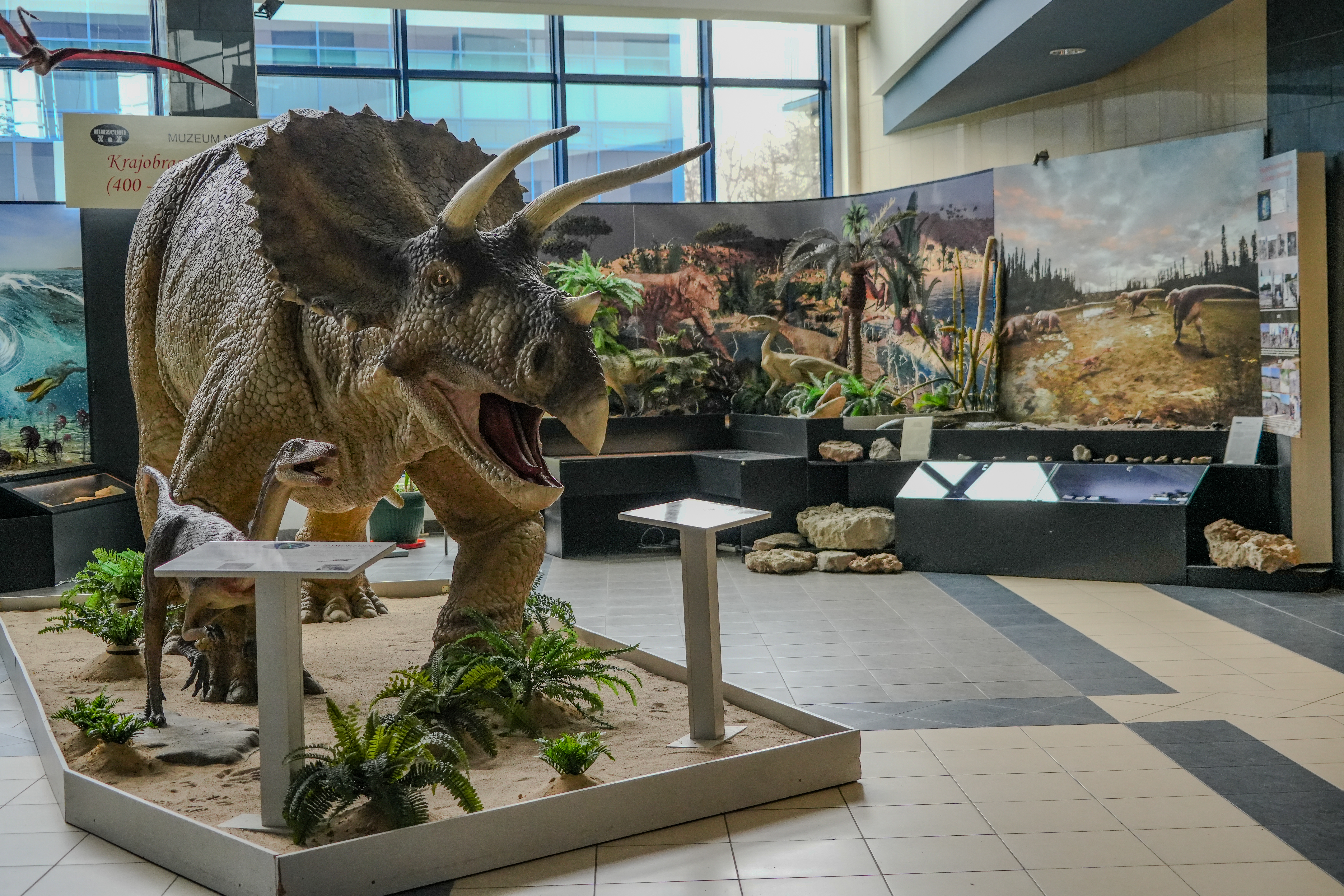
Ekspozycja we wnętrzu Muzeum Geologicznego (2024)

Jest to kompleks obiektów akademickich składający się z trzech połączonych ze sobą części: budynku dydaktycznego, budynku zespołu sal audytoryjnych i auli oraz budynku laboratoryjnego. Część dydaktyczna gmachu to wysokościowiec, będący najwyższym budynkiem w Sosnowcu i jednocześnie najwyższym budynkiem akademickim w Polsce. Jego wysokość całkowita wynosi 84 m (bądź 90 m). Bryłę wysokościowca tworzą trzy smukłe prostopadłościenne segmenty. Od strony północnej i południowej do środkowego trzonu o wysokości 21 kondygnacji przylegają niższe, 19-kondygnacyjne części. Front budynku znajdujący się od strony południowej został pierwotnie zaakcentowany wspornikowo wysuniętą kondygnacją pierwszego piętra oraz masywnym, żelbetowym zadaszeniem wejścia. Na ostatnich piętrach gmachu Wydziału mieści się stacja meteorologiczna, a na szczycie znajduje się także taras widokowy. Komunikację wewnątrz budynku zapewniają windy dojeżdżające do 18. piętra (dwa dźwigi osobowe i jeden towarowy), a także dwie klatki schodowe, w tym jedna ewakuacyjna. Szerokość korytarzy wewnątrz budynku dydaktycznego wynosi 170 cm.
Zespół sal audytoryjnych i auli, a także część laboratoryjna są czterokondygnacyjne.
W budynku WNP działa także Muzeum Nauk o Ziemi. Posiada ono w swoich zbiorach głównie okazy geologiczne prezentowane w przestrzeniach holu parteru budynku oraz pierwszego i drugiego piętra. Gmach jest także miejscem organizacji giełdy minerałów, której towarzyszą sesje popularnonaukowe. Ponadto z dachu części dydaktycznej gmachu organizowane są skoki na linie.
Wejście główne do budynku znajduje się od strony ulicy Będzińskiej, w pobliżu makiety dinozaura, a przy ulicy znajduje się przystanek autobusowo-tramwajowy ZTM Pogoń Akademiki.